# Луксмаксинг
Лу́ксма́ксинг (англ. Looksmaxxing, дословно — «Максимизация внешности») — термин, обозначающий максимизацию собственной привлекательности мужчинами, зародившийся на интернет-форумах инцелов. Термин можно отследить с середины 2014 года, он появился на форумах Lookism, Sluthate и PUAHate. В 2020-х годах термин покинул относительно малоизвестные форумы и был популяризирован в TikTok, где он охватывает более широкую группу мальчиков-подростков, предрасположенных к идеям маносферы.

## Описание
В отличие от стандартной практики ухода за своей внешностью, луксмаксинг основывается на жёсткой критике и убеждении, что внешность — единственная причина неудач в жизни. Луксмаксинг предусматривает выставление баллов аспектам мужской внешности.

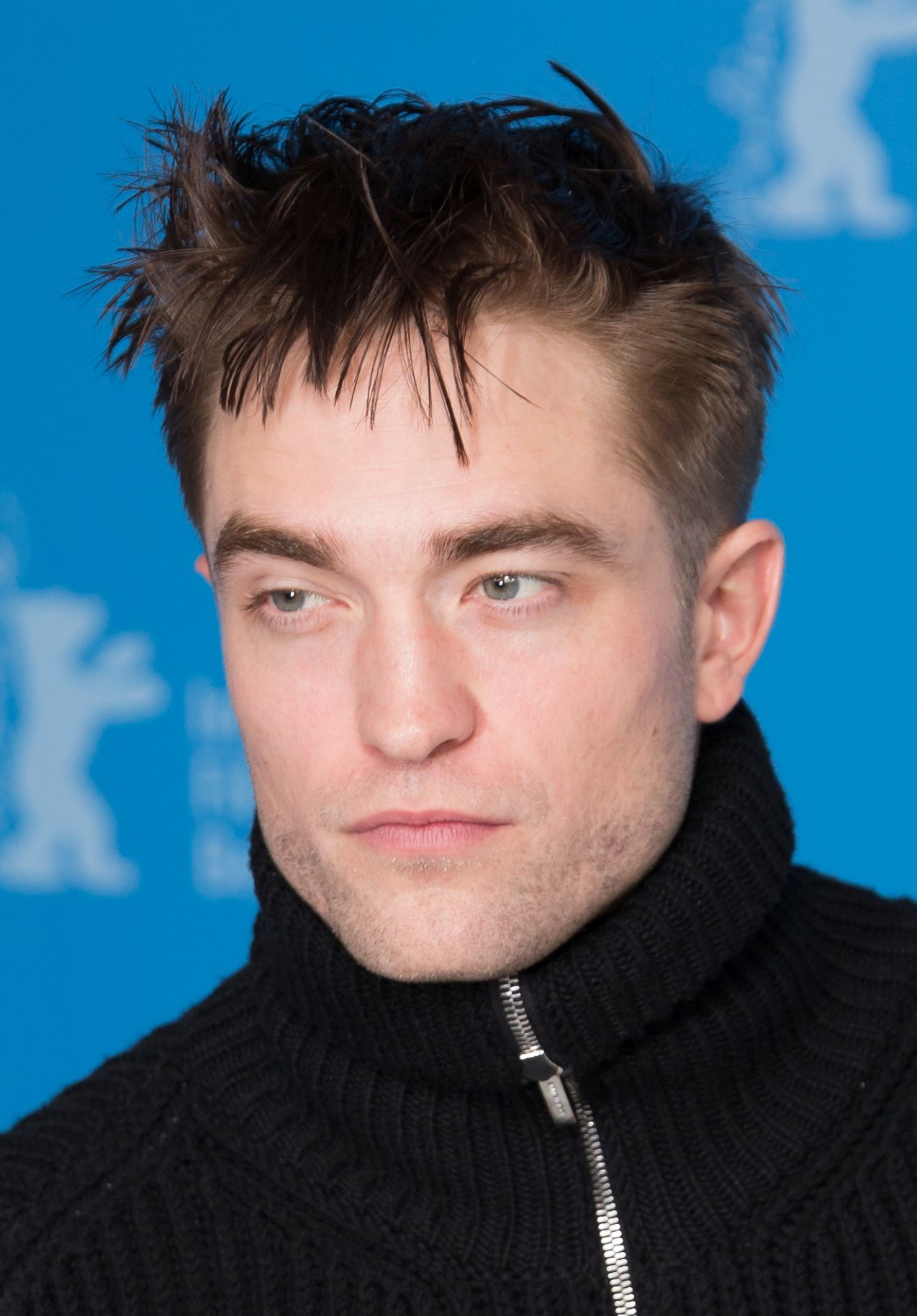
Сторонники луксмаксинга относят актёра Роберта Паттисона к обладателям «глаз охотника»

Атрибутами луксмаксинга считаются так называемые «глаза охотника» (слегка приподнятые вверх к вискам), маскулинность, четкие линии челюсти, крепкое и накачанное телосложение.

### Софтмаксинг
Сторонники луксмаксинга относят к «софтмаксингу» простые практики, включая правильную гигиену, уход за кожей, прически, подходящие к форме лица, физические упражнения, ношение модной одежды, а также «мьюинг» (англ. mewing) — научно не подтвержденную практику позиционирования языка во рту, якобы улучшающую вид челюсти. Мьюинг был назван в честь скандально известного британского ортодонта Джона Мью, который разработал практику под названием «ортотропия».

### Хардмаксинг
Под «хардмаксингом» подразумеваются более радикальные и долгосрочные методы, включая пластические операции, такие как челюстная хирургия. С 2021 года в EsteNove, одной из ведущих турецких клиник по лечению волос, на 50 % увеличилось число пациентов мужского пола в возрасте от 18 до 24 лет (представителей поколения Z) обратившихся за пересадкой волос. 38 % всех пациентов признались, что социальные сети повлияли на их решение о проведении процедуры. Среди советов, которые распространяются в среде хардмаксеров есть так называемое «раздробление костей» или же «бонсмешинг» — предложение многократно ударять по костям, обычно скулам или челюстям, твердым предметом вроде молотка, чтобы создать микротрещины в надежде, что костная структура заживет в более привлекательной форме.

### Критика
Луксмаксинг-контент на TikTok обычно не включает многие из «токсичных» элементов, наблюдаемых на форумах.
В то время как некоторые идеи луксмаксинга считаются полезными для повышения привлекательности и физического здоровья мужчин, форумы критикуются за то, что они способствуют дисморфофобии мужского тела, распространению женоненавистнических и расистских убеждений. Самообъективация, связанная с луксмаксингом опасна, побуждая молодых людей оценивать себя по весу или воспринимаемой привлекательности. Расстройства пищевого поведения у молодых мужчин могут маскироваться набором мышечной массы и чрезмерными физическими нагрузками.

## В культуре
Главный герой американского фильма 2000 года «Американский психопат» Патрик Бэйтман, который тщательно занимался фитнесом и имел продуманный режим ухода за собой, считается примером для подражания в среде луксмаксеров. Особенным примером являются супермодели Франсиско Лачовски — модель и манекенщик бразильского происхождения, фотомодель австралийского происхождения Джордан Барретт и Ричард Рамирес – осуждённый американский серийный убийца латиноамериканского происхождения.

## Термины
- Subhuman — низшая оценка внешности
- LTN (Low Tier Normie) — чуть ниже среднего
- MTN (Middle Tier Normie) — средняя внешность
- HTN (High Tier Normie) — чуть красивее среднего
- Chadlite — красивый
- Chad — высшая оценка внешности, применяемая к людям, имеющим «идеальные» факторы привлекательности
- Sub5 — то же, что и «Subhuman»
- Psl — «идеальность и пропорциональность» лица. К людям с высоким уровнем «Psl» также применяют термин «Psl God»
- Appeal — привлекательность, миловидность, гармония лица.
- Mog/Mogging — превосходство над кем-либо в плане внешности
- Grey/Greycel — новичок
- Gymcel — инцел, который тренируется, чтобы стать физически подтянутым и повысить свою сексуальную ценность